# Rue des Éburons
La rue des Éburons est une rue liégeoise du quartier du Laveu qui va de la rue des Wallons à la rue de Joie.

## Situation et description
Cette artère limite la partie basse du quartier du Laveu. Longue d'environ 275 m, cette rue est très fréquentée par les automobilistes qui viennent de quitter l'autoroute A602 (sortie 35 : Avroy). La rue applique un sens unique de circulation automobile de la rue des Wallons vers la rue de Joie. 
Cette artère compte une trentaine d'immeubles principalement érigés durant le dernier tiers du XIXe siècle et le début du XXe siècle. Tous ces immeubles sont situés du côté ouest de la rue (côté pair). 
Du côté opposé, le jardin Abbé Firket, un espace vert et arboré d'une superficie de 8 000 m2, tente de faire écran avec l'autoroute A602 et la ligne de chemin de fer Liège-Bruxelles.

## Odonymie
Les Éburons étaient un peuple gaulois établi dans la région. Leur ville principale était Atuatuca devenue Tongres. Leur chef Ambiorix est aussi honoré dans une rue voisine.

## Histoire
À partir de 1865, plusieurs propriétaires cèdent gracieusement des terrains vagues ou cultivés à la ville de Liège. Cette rue a été percée dès les années suivantes et porte depuis 1873 le nom de rue des Éburons.

## Voies adjacentes
- Place des Wallons
- Rue des Wallons
- Rue de Joie
- Rue Bois-l'Évêque